# 都城高等学校
都城高等学校（みやこのじょうこうとうがっこう）は、宮崎県都城市蓑原（みのばる）町にある男女共学の私立高等学校。

## 概要
歴史
1960年（昭和35年）創立の「都学園都城高等電波学校」を前身とする。1967年（昭和42年）に現校名となる。2015年（平成27年）に創立55周年を迎えた。
設置課程・学科
全日制課程 5学科
- 文理科 - 2年次より文系・理系に分かれる。
- 普通科 - 5コース（普通・農業経営・食物調理・ライフ・ヘアーデザイン）
- 介護科（福祉） - 2コース（介護福祉・福祉）
- 電気システム科（工業） - 2コース（電子技術・電気技術）- 2年次よりコースに分かれる。
- 情報ビジネス科（商業） - 2コース（商業事務・情報処理）- 2年次よりコースに分かれる。

通信制課程
- 普通科

校章
設置者である「久保学園」の頭文字「K」と校名「都城」の頭文字「M」を組み合わせたものとなっている。
校歌
作詞は久保正義、作曲は古市哲太郎による。歌詞は2番まであり、両番に校名の「都城高校」が登場する。

## 沿革
- 1960年（昭和35年）4月 - 都城市八幡町に「都学園都城高等電波学校」として開校。
- 1964年（昭和39年）11月 - 「学校法人久保学園都城高等電子工業学校」に改称。
- 1965年（昭和40年）4月1日 - 「学校法人久保学園都城電子工業高等学校」に改称。電子工業科を置く。
- 1966年（昭和41年）4月1日 - 商業科を設置。
- 1967年（昭和42年）4月1日 - 「都城高等学校」（現校名）に改称。普通科を設置。
- 1972年（昭和47年）4月1日 - 電気科を設置。
- 1977年（昭和52年）4月1日 - 情報処理科を設置。
- 1994年（平成6年）4月 - 第2グラウンド（野球場）が完成。
- 1996年（平成8年）4月1日 - 電子工業科を「電子科」に、情報処理科を「情報科」に改称。
- 1998年（平成10年）4月1日 - 介護福祉科を設置。
- 2000年（平成12年）4月1日 - 電気科を「電気システム科」に、商業科を「総合ビジネス科」に改編。
- 2002年（平成14年）4月1日 - 文理科を設置。総合ビジネス科を「商業ビジネス科」に改称。
- 2004年（平成16年）4月1日 - 2学期制を導入。
- 2005年（平成17年）4月1日 - 情報科を「情報ビジネス科」、介護福祉科を「介護科」に改称。普通科に生活園芸と食物調理の2コースを設置。
- 2006年（平成18年）4月1日 - 情報ビジネス科に2年次より商業事務と情報処理の2コースを設置。
- 2008年（平成20年）4月1日 - 普通科にライフコースを設置。
- 2009年（平成21年）
  - 3月 - 社会福祉士及び介護福祉士法に基づき介護福祉士養成校として指定を受ける。電子科・商業ビジネス科を廃止。
  - 9月 - 学園創立50周年を記念して、川島学園鹿児島実業高校（野球部・サッカー部・剣道部）招待試合を実施。
  - 11月 学園創立50周年記念文化祭・記念式典・記念講演を挙行。
    - 当時宮崎県知事の東国原英夫とインターナショナルエアアカデミー学院長の永江静香による記念講演会が行われた。
- 2010年（平成22年）4月1日 - 普通科に農業経営コースを設置。
- 2012年（平成24年）4月1日 - 普通科にヘアーデザインコースを設置。
- 2023年（令和4年）4月1日 - 通信制課程を設置[1]。

## 部活動

### 運動部
- 野球部
  - 夏の甲子園大会に8回出場 - 1970年（昭和45年）、1977年（昭和52年）、1979年（昭和54年）、1982年（昭和57年）、1984年（昭和59年）、1990年（平成2年）、1996年（平成8年）、1999年（平成11年）
  - 春のセンバツ甲子園大会に1回出場 - 1984年（昭和59年）（ベスト4）
  - 国民体育大会に1回出場 - 1979年（優勝[2][注釈 1] ）
  - かつては宮崎県の野球強豪校として知られ、1984年春にはKKコンビとの激闘が繰り広げられていたが、1999年夏を最後に甲子園から遠ざかる等、近年は低迷している。
- ラグビー部
  - 全国高等学校ラグビーフットボール大会に9回出場 - 1977年、1980年、1988年（ベスト4）、1990年、1991年、1992年、1993年、2000年、2002年
- 陸上部
- サッカー部
- 男子剣道部
- 女子剣道部
- 女子ソフトテニス部
- バドミントン部
- 弓道部
- 女子バレーボール部
  - 春の高校バレーに1回出場 - 1992年、高校総体に2回出場 - 1987年、1988年
- 少林寺拳法部

### 文化部
- 吹奏楽部
- ダンス部
- eスポーツ部

## 著名な出身者

### スポーツ
プロ野球選手
- 与那城隆
- 井上祐二
- 本村信吾（元福岡ダイエーホークス、宮崎ゴールデンゴールズコーチ）
- 宮里太（元横浜ベイスターズ）
- 中島良浩
- 田口竜二（元福岡ダイエーホークス）
- 田中幸雄（元北海道日本ハムファイターズ）
- 加世田美智久（元西武ライオンズ）
- 福盛和男（元東北楽天ゴールデンイーグルス）
- 山本由伸（ロサンゼルス・ドジャース）

ラグビー
- 永友洋司（1991年度明治大学ラグビー部主将、サントリーサンゴリアス前監督、元日本代表）
- 平田貴博（元神戸製鋼コベルコスティーラーズ、元日本代表）
- 隈本浩太（宗像サニックスブルース）

### 芸能
- 兼島ダンシング（お笑い芸人）

## 交通
最寄りの鉄道駅
- JR九州 日豊本線 「五十市駅」

最寄りのバス停
- 宮崎交通 「生協団地前」バス停

最寄りの幹線道路
- 宮崎県道31号都城霧島公園線 「自衛隊前」交差点

## 周辺
- 宮崎県立都城西高等学校
- 宮崎県立都城きりしま支援学校
- 宮崎県立都城さくら聴覚支援学校
- 都城市立西中学校